# Illuminée (martyre)
Sainte Illuminée est une martyre chrétienne de l'Antiquité romaine. Son culte est bien établie dans la région de Todi (Italie), mais sa biographie est incertaine.

## Biographie
Les données biographiques sur cette martyre sont peu fiables et plus proches de la légende. Les premières traces écrites datent du Xe siècle, et aussitôt on retrouve une biographie hagiographique proche de la « légende dorée ».
Sa biographie serait celle-ci : née sous le noms de Césarée, elle serait originaire de Palazzolo, près de Ravenne. Un jour elle découvre la foi chrétienne est elle en est « illuminée » (d'où son nouveau nom). Son père, à l'annonce de sa conversion, la dénonce au préfet de Ravenne qui la fait incarcérer. Mais un ange la libère et la conduit sur la via Salaria. Là, la jeune fille prend la route de Massa Martana, et en ville elle réalise plusieurs miracles. Elle y retrouve ses parents qui, à leur tour, se sont convertis. Le préfet fait alors arrêter toute la famille qui est martyrisée ensemble en 303. Ils sont enterrés à deux milles de la ville, à Bagno di Papino,.
D'autres personnes pensent qu'« Illuminée » serait un autre nome de sainte Firmine d'Amélia ou de sainte Félicissime de Pérouse. Enfin une autre hypothèse est liée à son nom Illuminée qui se traduit en grec par Photina, et qui pourrait alors être une confusion avec Photine la Samaritaine. Mais il n'est pas impossible qu'il s'agisse d'une simple martyre locale. Toutes les hypothèses sont possibles,. Une autre hypothèse serait que les saintes vénérées à Todi (le 26 mai), à Pérouse le 24 novembre, et sainte Photina ne soient qu'une même personne vénérée sous trois noms différents (leurs biographies sont similaires et ont pu être plagiées et adaptées localement).
Si sa biographie est incertaine, son culte, lui, est bien attesté localement, en Ombrie, dans des villes comme Alviano, Montefalco (église de Sainte-Illuminée (it)) ou Massa Martana.